# Zul'fija Činšanlo
Zul'fija Činšanlo, inglesizzato come Zulfiya Chinshanlo (Almaty, 25 luglio 1993), è una sollevatrice kazaka, vincitrice di una medaglia di bronzo a Tokyo 2020.
In carriera si é aggiudicata anche tre ori mondiali ed un argento ai Giochi asiatici.

## Doping
Dopo aver vinto l'oro nei 53 kg a Londra 2012, il 27 ottobre 2016 la medaglia le è stata revocata in seguito alla positività ad uno steroide anabolizzante emersa dopo un nuovo controllo sui campioni di sangue prelevati quattro anni prima.

## Palmarès
- Giochi olimpici

Tokyo 2020: bronzo nei -55 kg.
- Mondiali

Goyang 2009: oro nei 53 kg.
Parigi 2011:  oro nei 53 kg.
Almaty 2014:  oro nei 53 kg.